# Карр, Джекейлин
 Джекейлин Алмоник Карр (англ. Jekalyn Almonique Carr; род. 22 апреля 1997) — американская певица, музыкант в жанре современного городского госпела, евангелист и предприниматель из Уэст-Мемфиса, Арканзас. Начала свою музыкальную карьеру в 2011 году независимо выпустив альбом Promise. Первый сингл «Greater Is Coming» был выпущен в 2012 году и вошёл в дебютный официальный альбом певицы Greater Is Coming, выпущенный в 2013 году на Lunjeal Music Group, — подлейбле Malaco Records. Альбом стал прорывом во множестве чартов, таких как Billboard 200, Gospel Albums и Independent Albums charts. В 2014 году вышел альбом It’s Gonna Happen, релиз которого также состоялся на Lunjeal Music Group. Диск сумел попасть в высшие позиции Gospel Albums chart.

## Ранняя жизнь
Родилась в Арканзасе под именем Джекейлин Алмоник Карр, в семье Аллена Линдсея и Дженифер Денис Карр. Имеет брата Аллена Линдсея Карра-младшего и сестру Аллундрию. Проживает в Уэст-Мемфисе.

## Музыкальная карьера
Музыкальная карьера певицы началась в 2011 году, в возрасте 14 лет, с выходом на независимом лейбле альбома Promise. В 2012 году на лейблах Malaco Records и Lunjeal Music Group был выпущен дебютный сингл певицы «Greater Is Coming». Позже сингл был включён в официальный дебютный студийный альбом Greater Is Coming, выпущенный 21 мая 2013 года. Альбому удалось занять успешные позиции в чартах журнала Billboard: The Billboard 200 на 183 позиции, Gospel Albums на третьей и Independent Albums на 31 строчке. Следующий альбом певицы It’s Gonna Happen был выпущен 7 октября 2014 года на лейбле Lunjeal Music Group. Релизу удалось достичь 9 места в Gospel Albums chart.

## Дискография

### Студийные альбомы
| Название             | История релиза                                                                            | Высшая позиция в чартах | Высшая позиция в чартах | Высшая позиция в чартах |
| Название             | История релиза                                                                            | US                      | US Gos                  | US Ind                  |
| -------------------- | ----------------------------------------------------------------------------------------- | ----------------------- | ----------------------- | ----------------------- |
| Promise              | - Выпущен: 2011 - Лейбл: Independent - CD, цифровое скачивание                            |                         |                         |                         |
| Greater Is Coming    | - Выпущен: 21 мая 2013 - Лейбл: Malaco/Lunjeal - CD, цифровое скачивание                  | 183                     | 3                       | 31                      |
| It’s Gonna Happen    | - Выпущен: 7 октября 2014 - Лейбл: Malaco/Lunjeal - CD, цифровое скачивание               |                         | 9                       | —                       |
| The Life Project     | - Выпущен: 5 августа 2016 - Лейбл: Lunjeal; distributed by EONE - CD, цифровое скачивание | —                       | —                       | —                       |
| One Nation Under God | - Выпущен: 23 февраля 2018 - Лейбл: Lunjeal - CD, цифровое скачивание                     | —                       | —                       | —                       |

Синглы
| Год  | Сингл               |           |
| Год  | Сингл               | US Gospel |
| ---- | ------------------- | --------- |
| 2012 | «Greater Is Coming» |           |
| 2014 | «Something Big»     |           |
| 2016 | «You’re Bigger»     |           |
| 2017 | «You Will Win»      |           |